# Oconomowoc (condado de Waukesha, Wisconsin)
Oconomowoc es un pueblo ubicado en el condado de Waukesha en el estado estadounidense de Wisconsin. En el Censo de 2010 tenía una población de 8.408 habitantes y una densidad poblacional de 102,56 personas por km².

## Geografía
Oconomowoc se encuentra ubicado en las coordenadas 43°9′33″N 88°28′47″O / 43.15917, -88.47972. Según la Oficina del Censo de los Estados Unidos, Oconomowoc tiene una superficie total de 81.98 km², de la cual 72.57 km² corresponden a tierra firme y (11.47%) 9.41 km² es agua.

## Demografía
Según el censo de 2010, había 8.408 personas residiendo en Oconomowoc. La densidad de población era de 102,56 hab./km². De los 8.408 habitantes, Oconomowoc estaba compuesto por el 97.49% blancos, el 0.55% eran afroamericanos, el 0.12% eran amerindios, el 0.56% eran asiáticos, el 0.06% eran isleños del Pacífico, el 0.31% eran de otras razas y el 0.92% pertenecían a dos o más razas. Del total de la población el 1.47% eran hispanos o latinos de cualquier raza.